# Mourad Batna
Mourad Batna, né le 27 juin 1990 à Agadir, est un footballeur international marocain. Il évolue au poste d'ailier droit ou d'attaquant de soutien à Al-Fateh SC.

## Biographie
Il participe à la Ligue des champions de la CAF et à la Coupe de la confédération avec le FUS de Rabat.

## Statistiques
| Matches internationaux de Mourad Batna | Matches internationaux de Mourad Batna | Matches internationaux de Mourad Batna         | Matches internationaux de Mourad Batna | Matches internationaux de Mourad Batna | Matches internationaux de Mourad Batna | Matches internationaux de Mourad Batna   | Matches internationaux de Mourad Batna |
| 0                                      | Date                                   | Lieu                                           | Adversaire                             | Score                                  | Résultats                              | Compétitions                             |                                        |
| -------------------------------------- | -------------------------------------- | ---------------------------------------------- | -------------------------------------- | -------------------------------------- | -------------------------------------- | ---------------------------------------- | -------------------------------------- |
| 1                                      | 31 août 2016                           | Stade Loro-Boriçi, Shkodër, Albanie            | Albanie                                | —                                      | 0-0                                    | Match amical                             |                                        |
| 2                                      | 4 septembre 2016                       | Complexe sportif Moulay-Abdallah, Rabat, Maroc | Sao Tomé-et-Principe                   | —                                      | 2-0                                    | Qualifications à la Coupe d'Afrique 2017 |                                        |

## Palmarès

### En club
FUS de Rabat
- Champion du Maroc (1)
  - Vainqueur : 2016
- Coupe du Maroc (1)
  - Vainqueur : 2014

 Al-Wahda Club
- Supercoupe des Émirats (2) :
  - Vainqueur : 2017 et 2018.
- Coupe de la Ligue des Émirats (1) :
  - Vainqueur : 2018.

### Distinctions personnelles
- Joueur du mois du Championnat d'Arabie saoudite : avril 2023
- Membre de l'équipe-type du Championnat d'Arabie saoudite 2022-23